# Klosterreform von Gorze
Die Klosterreform von Gorze ist eine der Klosterreformen des 10. und 11. Jahrhunderts. Sie ist benannt nach dem Benediktinerkloster in der Abtei Gorze (Lothringen), das ursprünglich um das Jahr 757 als Kloster Gorzia durch Chrodegang, Bischof von Metz, gegründet wurde.

## Personen
Am 16. Dezember 933 wurde einer reformorientierten Gruppe Kleriker die Abtei Gorze übergeben, indem Adalbero I. von Bar (929–962), Bischof des Bistums Metz, den Archidiakon Einold (auch Ainold) als Abt einsetzte. Einold und sein Assistent Johannes von Gorze wurden von Adalbero beauftragt, das heruntergekommene Kloster von Gorze wieder aufzubauen und zu reformieren. Sie leiteten die Gorzer Bewegung (Ordo Gorziensis) als Klosterreform ein. Gorze war lediglich für den lothringischen Teil der Bewegung das Zentrum, spätere Reform-Aktivitäten gingen von der im Jahr 934 reformierten Reichsabtei St. Maximin in Trier aus, beziehungsweise von allen aus dieser Schule hervorgegangenen Bischöfen und Landesherren.
Anhänger der Gorzer Bewegung waren Brun (Erzbischof von Köln und Herzog von Lothringen), Bischof Adalbert von Magdeburg, ebenso der Lehrer des späteren deutschen Königs Heinrichs II., Bischof Wolfgang von Regensburg sowie Abt Ramwold vom Regensburger Kloster Sankt Emmeram. Unter der Herrschaft Heinrichs wurden Trierer Reformmönche für die bedeutendsten Reichsabteien Abtei Prüm, Abtei Hersfeld, Kloster Lorsch und Kloster Fulda eingesetzt. Erzbischof Brun von Köln, der Bruder Ottos des Großen, führte im Jahr 951 in Lorsch den Ordo Gorziensis ein und baute das Kloster zu einem Zentrum dieser Reformbewegung auf: Kloster Corvey, Kloster Fulda, Abtei St. Gallen, Kloster St. Martin (Köln) und Kloster Amorbach sind von dort aus im Sinne der Gorzer Bewegung reformiert worden. Mit der Gorzer Bewegung verbunden ist auch das Wirken von Bischof Adalbero von Würzburg.

## Inhalt
Die Gorzer Reform um Abt Einold bestand aus einer strikten Rückbesinnung auf die Benediktsregel im Sinne der Synoden von Aachen. Auch die dort beschlossene collectio capitularis, der Fuß- und Handwaschung der Armen durch die Mönche am Gründonnerstag wurde propagiert. Sie entstand unabhängig von der Cluniazensischen Reform, das Kernanliegen ist jedoch ähnlich. Jedoch bildet die Gorzer Reform im Gegensatz zur Cluniazensische Reform eher einen dezentralisierten Verband gleichgesinnter Abteien. Eine zweite Welle der Ausstrahlung im 11. Jahrhundert lehnt sich inhaltlich stärker an Cluny an. Zu den bisherigen Inhalten treten sehr gewissenhafter Gottesdienst und eine vertiefte Spiritualität.

## Verbreitung
Die neuere Forschung möchte sich nicht mehr auf eine genaue Anzahl von Klöstern festlegen, die von der Gorzer Reform beeinflusst wurden. Schätzungen von 160 Klöstern werden als zu hoch angesetzt betrachtet.